# Henk van der Grift
Hendrik „Henk” van der Grift (ur. 25 grudnia 1935 w Breukelen) – holenderski łyżwiarz szybki, dwukrotny medalista mistrzostw świata i wicemistrz Europy.

## Kariera
Największy sukces w karierze Henk van der Grift osiągnął w 1961 roku, kiedy zdobył złoty medal podczas mistrzostw świata w wieloboju w Göteborgu. W zawodach tych wyprzedził bezpośrednio Wiktora Kosiczkina z ZSRR i swego rodaka, Rudiego Liebrechtsa. Wygrał tam bieg na 1500 m, był drugi na 500 m, trzeci na 10 000 m, a w biegu na 5000 m zajął dwunastą pozycję. W tym samym roku zdobył również srebrny medal na mistrzostwach Europy w Helsinkach, przegrywając tylko z Kosiczkinem. W poszczególnych biegach był drugi na 500 m, trzeci na 1500 m, a na dystansach 5000 i 10 000 m zajmował siódme miejsce. Ostatni medal zdobył na mistrzostwach świata w Moskwie w 1962 roku, gdzie rozdzielił na podium Kosiczkina i Ivara Nilssona ze Szwecji. Holender był tam drugi na 1500, trzeci na 500 m oraz ósmy w obu dłuższych biegach. W 1962 roku zajął także czwarte miejsce mistrzostwach Europy w Oslo, przegrywając walkę o podium z Borisem Stieninem. van der Grift zajmował na trzecie miejsce w biegach na 500 i 1500 m.
W 1960 roku wziął udział w igrzyskach olimpijskich w Squaw Valley, zajmując między innymi dziesiąte miejsce w biegu na 500 m. Na tych samych igrzyskach wystartował również w biegu na 1500 m, ale nie ukończył rywalizacji.
W 1961 roku otrzymał Nagrodę Oscara Mathisena. Rok później został mistrzem Holandii w wieloboju.